# Yılmaz Köksal
Yılmaz Köksal (* 26. November 1939 in Kırşehir; † 22. Oktober 2015 in Sultanbeyli) war ein türkischer Schauspieler.

## Leben
Yılmaz Köksal wurde als Sohn eines Polizisten geboren; sein Bruder Yücel ist Comiczeichner. Nach dem Studium am Institut für Künste in Istanbul heuerte er zunächst für einige Zeit als Matrose an. 1965 verpflichtete ihn Regisseur Tunc Basaran für die Hauptrolle in Murtaza, nach dem Roman von Orhan Kemal. Der Film stellte den Beginn einer äußerst regen Tätigkeit für das Kino dar, in der man Köksal bis Mitte der 1980er Jahre vor allem in draufgängerischen Rollen sah, in denen er auch seine Physis unter Beweis stellen konnte. Für einige Filme steuerte er auch das Drehbuch bei. Seine Filmografie umfasst über 150 Auftritte.
Seit Mitte der 1990er Jahre sah man Köksal wieder gelegentlich; so war unter anderem 2010 ein ironischer Blick auf seinen vierzig Jahre zuvor entstandenen Western Çeko auch im deutschen Sprachraum zu sehen.

## Filmografie (Auswahl)
- 1965: Murtaza
- 1970: Çeko
- 1982: Diamond Connection
- 1982: Der Todestanz des roten Schmetterlings (Kirmizi kelebek)
- 1999: Die Hure Byzanz (Kahpe Bizans)
- 2001: Hemso – Der Kumpel (Hemso)
- 2010: Yahsi Bati – Die osmanischen Cowboys (Yahsi bati)